# Ерлінггаузен
Ерлінггаузен (нім. Oerlinghausen) — місто в Німеччині, знаходиться в землі Північний Рейн-Вестфалія. Підпорядковується адміністративному округу Детмольд. Входить до складу району Ліппе.
Площа — 32,7 км2. Населення становить 17 065 ос. (станом на 31 грудня 2020).